# Herbert Reichl
Herbert Reichl (* Januar 1945 in München) ist ein deutscher Ingenieurwissenschaftler. Er war Inhaber eines Lehrstuhls für Aufbau- und Verbindungstechnik der Technischen Universität Berlin und Leiter des Fraunhofer-Instituts für Zuverlässigkeit und Mikrointegration.

## Leben
Herbert Reichl studierte nach dem Abitur Elektrotechnik an der TU München. Nach Studium und Promotion bei Ingolf Ruge am Institut für Integrierte Schaltungen der TU München (1974) arbeitete er am Fraunhofer-Institut für Festkörpertechnologie in München und leitete dort ab 1978 die Abteilung für Systemtechnik und Spezialbauelemente. Parallel zu seiner Tätigkeit lehrte er ab 1981 an der Fachhochschule München, wo er maßgeblich an dem Aufbau eines Labors für Mikroelektronik beteiligt war.
1987 folgte Reichl dem Ruf auf eine C4-Professur an der TU Berlin und übernahm dort zusätzlich die Leitung des dortigen Forschungsschwerpunktes „Technologien der Mikroperipherik“. Seit 1993 leitete er zusätzlich das neu gegründete Fraunhofer-Institut für Zuverlässigkeit und Mikrointegration (IZM) in Berlin. Beide Einrichtungen entwickelten sich unter seiner Führung zu den weltweit ersten Adressen für Systemintegration und Aufbau- und Verbindungstechniken für Mikroelektronik (Electronic Packaging) und Mikrosystemtechnik. 2010 übergab er sowohl die Leitung des Fraunhofer IZM als auch des Schwerpunktes „Technologien der Mikroperipherik“ an seinen Nachfolger Klaus-Dieter Lang.
Reichl gelang es mit dem Fraunhofer IZM, das erste „gesamtdeutsche“ Institut erfolgreich am Forschungsmarkt zu etablieren: Die Mitarbeiter der Gründungsabteilungen entstammten gleichermaßen ost- wie westdeutschen Forschungseinrichtungen. Für diese Leistung erhielt er 1995 die Ehrendoktorwürde der TU Chemnitz-Zwickau. Von 1996 bis 2005 stand er zudem dem Verbund Mikroelektronik der Fraunhofer-Gesellschaft vor, in dem seinerzeit neun Institute der Mikroelektronikforschung zusammengeschlossen waren.
Reichl engagierte sich auch in der Lehre, weckte bei Studenten Interesse an seinem Fach und verringerte die Abbrecherquote. Sein Modellversuch „Projektlabor“ ist bis heute integraler Bestandteil des Bachelorstudiengangs Elektrotechnik.

## Wissenschaftliche Arbeit
Herbert Reichl gilt als einer der Gründerväter des modernen „Electronic Packaging“/Aufbau- und Verbindungstechnik. Er prägte das Systemverständnis in der Mikroelektronik für das Zusammenspiel von Komponenten, Package und Anwendung nachhaltig. Schon früh erkannte er, dass dem Wettlauf um immer höhere Integrationsdichten bei Halbleiterkomponenten Aktivitäten zum Aufbau solcher Komponenten und deren Verbindung mit der Peripherie zur Seite gestellt werden müssen. Die Fortentwicklung der Mikroelektronik führte seinerzeit zu Schaltkreisen mit über 500 Anschlüssen. Auf dem Gebiet der Telekommunikation mussten Strukturen bis über 20 GHz optimiert werden. Die Verlustleistungen stiegen auf über 10 W pro Chip. Folgerichtig befassten sich seine ersten Arbeiten nach der Berufung auf den Lehrstuhl für Aufbau- und Verbindungstechnik der TU Berlin mit der Entwicklung von Softwareprogrammen zur Charakterisierung der Hochfrequenzeigenschaften von Strukturen der Aufbau- und Verbindungstechnik. Später wurden die Simulationstechniken auf die Gebiete der thermischen und mechanischen Charakterisierung von Kontaktierungsstrukturen und Multi-Chip-Modulen ausgedehnt. Technologisch wurden der Aufbau von Einzelkomponenten, etwa durch Anwendung von Einbetttechniken, sowie die Entwicklung von Technologien zum Aufbau von Multi-Chip-Modulen vorangetrieben.
Die Zusammenarbeit mit Arbeitsgruppen für Bruchmechanik der ehemaligen Akademie der Wissenschaften in Chemnitz und Verbindungstechnik in der Elektronik der Humboldt-Universität führten mit der Gründung des Fraunhofer IZM im Jahr 1993 zur Intensivierung der Arbeiten zur Sicherung der elektrischen, mechanischen und thermischen Zuverlässigkeit in der Mikrosystemtechnik. Ein Novum zu der damaligen Zeit war die Integration von Umweltfragen in derartige Fragestellungen.
Auf die Auflösung der strikten Arbeitsteilung zwischen Bauelementeherstellern (z. B. IC-Herstellung), Baugruppenproduzenten (Bereitstellung der Substrate, z. B. Leiterplatten und deren Bestückung), Anbietern elektronischer Systeme (z. B. Steuerungshersteller) und den Anwenderindustrien wie z. B. der Automobilindustrie reagierte er mit der Fokussierung seiner Arbeiten auf die Entwicklung neuer Integrationstechnologien. Das klassische Packaging wandelte sich vom „Single Chip Package“ über das „Wafer Level Packaging“ hin zur Systemintegration auf Boardebene. Die Integration von Anzeigen, Energieversorgung, Sensoren und Aktoren macht das weitere Auflösen der Systemgrenzen und damit die Zusammenarbeit von mittlerweile fast allen an der Wertschöpfungskette beteiligten Unternehmen erforderlich.

## Auszeichnungen und Ehrungen
- Ehrendoktorwürde der Technischen Universität Chemnitz (1995)
- Bundesverdienstkreuz am Bande (2000)[6]
- IEEE Fellow (2000)
- Fraunhofer-Münze der Fraunhofer-Gesellschaft (2005)
- International Recognition Award der iNEMI - International Electronics Manufacturing Initiative (2005)
- Goldener Ehrenring des VDE (2006)
- Electronics Manufacturing Technology Award der IEEE Components Packaging and Manufacturing Technology Society (2007)
- Electronics Manufacturing Technology Award der IEEE Components Packaging and Manufacturing Technology Society (2010)
- Goldene Ehrennadel der Technischen Universität Berlin (2010)
- Smart Systems Integration Award der Europäischen Plattform für Smart Systems Integration (EPoSS) und der Smart Systems Integration Conference (2010)

## Schriften (Auswahl)
- Halbleitersensoren. Prinzipien, Entwicklungsstand, Technologien, Anwendungsmöglichkeiten. (= Kontakt&Studium Bd. 251), Expert-Verlag, Ehningen 1989, ISBN 3-8169-0221-9.
- Hybridintegration. Technologie und Entwurf von Dickschichtschaltungen. Hüthig Verlag, 1988, ISBN 978-3-7785-1275-3
- Micro System Technologies ’90. VDE-Verlag, Berlin 1994, ISBN 3-540-53025-8.
- Micro System Technologies ’94. (hrsg. mit Anton Heuberger) VDE-Verlag, Berlin 1994, ISBN 978-3-8007-2058-3.
- Micro System Technologies 2001. (Hrsg.) VDE-Verlag, Berlin 2001, ISBN 3-8007-2601-7.
- Micro System Technologies 2003. (Hrsg.) Franzis-Verlag, Poing 2003, ISBN 3-7723-7020-9.
- Direktmontage. Handbuch für die Verarbeitung ungehäuster ICs. Springer Verlag, Berlin/Heidelberg/New York 1998, ISBN 978-3-540-64203-9.
- Electronics Goes Green 2000+. A Challenge for the Next Millennium – Proceedings Volume 1: Technical Lectures. (hrsg. Mit Hansjörg Griese) VDE Verlag, Berlin 2000, ISBN 978-3-8007-2569-4.
- Electronics Goes Green 2004+. Driving Forces for Future Electronics – Proceedings Volume. (hrsg. mit Hansjörg Griese, Harald Pötter) VDE Verlag, Berlin 2004, ISBN 3-8167-6624-2.